# 北岸 (甘露市)
甘露市北岸（英文：North Shore）或稱之為北甘露（North Kamloops），是一個位於加拿大英屬哥倫比亞省湯普森-尼古拉地區甘露市北岸平原上的住商混合型的鄰里社區。北岸以南以湯普森河為界與米遜平原和甘露市中心相鄰；東側則以北湯普森河與塔勘露普斯蘇韋華米克（甘露1號原住民保留地）接壤；西側過第十二街後則是布拉克赫斯特的社區範圍；北部則是與威斯特塞德的威斯特蒙特（Westmount）地區和巴徹勒高地相鄰。

## 歷史
北甘露一帶最先是哈德遜灣公司於1842年由北湯普森河東岸移轉交易據點（堡/Fort）至北湯普森河西岸，並在1903年建立加拿大真地產（Canadian Real Properties）。幾年後於1907年，又將此區域建制英屬哥倫比亞果地（B.C. Fruitlands），並在農場東南角落形成了小農莊聚居地。此後隨著此地的發展，於1912年加拿大北方鐵路（Canadian Northern Railway）也隨之進駐設站。最終在不斷成長之下，北甘露地區在1946年建制成村（Village）；且在1961年建制為城（town）；並最終在1967年正式併入南岸甘露市範圍，成為甘露市下轄之一的鄰里社區。

## 概述
北岸是為全甘露市內人口密度最高之鄰里社區。根據2016年數據統計，北岸社區共有10,995人，是為全市90,280中約12.2%，平均人口密度為2,750人/平方公里。此外，北岸也普遍被認為是甘露市內主要市區的中心地帶鄰里社區，並也為四個中心地帶社區中唯一位於湯普森河北岸的社區（另外三個為甘露市中心、塞吉布拉許和西端）。
北甘露也普遍來說是甘露社經沒有發展的地區，但近年來市場擴大和和城市、社區團體和當地企業所做出的努力已經開始刺激對該地區的投資，包括開發新的商業和新住宅案。

## 交通
北岸為甘露市北岸地區內主要住商社區，有多條市區主要幹道可以聯絡此地；其中亦有許多公車路線行經此社區。

### 公車
甘露交通系統北岸轉運站位於此境內，故有多條路線以此地區為起終點或是轉乘站。
| 路線編號/名稱            | 境內共經站點 | 沿途服務社區               |
| ------------------------ | ------------ | -------------------------- |
| 1 布拉克赫斯特           | 19站         | 布拉克赫斯特/甘露市中心    |
| 2 帕克雷斯特             | 23站         | 布拉克赫斯特/甘露市中心    |
| 3 威斯特塞德             | 25站         | 威斯特塞德/甘露市中心      |
| 10 湯普森河大學-北岸特快 | 7站          | 湯普森河大學               |
| 13 耶洛黑德              | 10站         | 雷利/赫夫利溪/保羅山工業區 |
| 14 巴徹勒高地            | 10站         | 巴徹勒高地                 |

### 道路
主要市區幹道（Arterial）除了公路層級系統（Interstate）外，主要為特蘭奎爾路、侯斯頓大道、第八街和福爾春道負責聯絡該社區各街區至公路系統和甘露市中心部分；次要幹道（Collector）則是聯絡街區之間之道路，其中有第十二街、科諾拉路（Kenora Rd.）、麥肯齊大街（McKenzie Ave.）、萊斯布里奇大街（Lethbridge Ave.）、列治文大街（Richmond Ave.）、皇家大街（Royal Ave.）、約克大街（York Ave.）、堡大街（Fort Ave.）、樺木大街（Birch Ave.）、伍德街（Wood St.）、利路（Leigh Rd.）、舒伯特道（Schubert Dr.）、貝克街（Baker St.）和第七街。

## 境內設施
- 麥克阿瑟島公園
- 麥當勞公園
- 歐弗蘭德公園
- 舒伯特公園（河岸步道）
- 北岸轉運站
- 諾斯希爾斯商城（Northills Shopping Centre）
- 福爾春購物中心（Fortune Shopping Centre）
- 北甘露中學（NorKam Secondary School）
- 甘露市基督教學校[9]

## 資料來源
1. ↑  . City of Kamloops.   [2022-08-15]. （原始内容存档于2021-04-22）. Neighborhoods
2. ↑  Favrholdt, Ken. . Kamloops This Week.   [2021-09-03]. （原始内容存档于2021-09-03）.
3. ↑  . City of Kamloops. 2017-02-03  [2021-09-03]. （原始内容存档于2021-09-03） （英语）.
4. ↑  . TRU Libraries. Thompson Rivers University. August 28, 2020  [September 3, 2021]. （原始内容存档于2022-11-29）.
5. ↑   (PDF). City of Kamloops.   [2022-11-18]. （原始内容存档 (PDF)于2022-11-18）.
6. ↑  . City of Kamloops.   [2022-11-18]. （原始内容存档于2022-11-18）.
7. ↑  .   [2022-11-17]. （原始内容存档于2022-03-18）.
8. ↑  .   [2022-11-17]. （原始内容存档于2022-02-18）.
9. ↑  .   [2022-11-17]. （原始内容存档于2022-11-18）.